# 라메디텍
라메디텍(LAMEDITECH Co., Ltd.)은 대한민국의 의료·미용 분야 레이저 전문 기업이다. 대표이사는 최종석이다. 본사는 서울특별시 금천구 벚꽃로 234 (가산동) 에이스하이엔드타워6차 1002호에 위치해 있다.  초소형 레이저 원천기술을 보유하고 있다. 

## 역사
2012년도 1월에 설립되었다. 2017년 레이저 채혈기기 ‘핸디레이’를 출시했다

## 상장
2024년 6월 17일 대신증권을 주관사로 공모가 1만 6천원에 코스닥 시장에 상장하였다. 

## 같이 보기
- 바디텍메드
- 하이로닉
- 비올
- 제이시스메디칼
- 클래시스
- 원텍
- 당뇨병

## 참고문헌
1. ↑  유진희, 삼성 출신 최종석 대표, 중소벤처서 '초격차' 실현 라메디텍 대해부①, 팜이데일리, 2023-10-31]
2. ↑  남궁경, 인터뷰 최종석 라메디텍 대표 "中 유혹 뿌리쳐…바늘 없는 레이저 채혈기로 150억 매출 눈앞", 데일리안, 2022년 7월 4일
3. ↑  “이영지, 당뇨 환자 위한 통증 없는 레이저 채혈기, 한국 기업 첫 개발, 조선일보, 2023년 4월 21일”. 2023년 12월 4일에 원본 문서에서 보존된 문서. 2023년 12월 4일에 확인함.